# Podul Londrei
Podul Londrei (în engleză London Bridge) este un pod, construit peste râul Tamisa, care leagă centrul istoric al Londrei de districtul Southwark. Așezat între  Cannon Street Railway Bridge și Tower Bridge, formează capătul de vest al zonei numite Pool of London. Spre sud față de pod se află Catedrala Southwark și gara London Bridge; spre nord se află „Monument to the Great Fire of London” (Monumentul marelui incendiu din Londra) și stația de metrou Monument. A fost singurul pod peste Tamisa în aval de Kingston până la ridicarea Podului Putney în 1729. Podul care există în prezent a fost inaugurat în 1973 și este ultimul din succesiunea de poduri care au fost construite în acest loc și au purtat același nume.
Podul face parte din autostrada A3, care este administrată de GLA - Greater London Authority (în traducere Autoritatea Londrei Mari);. Totuși podul se află în proprietatea și administrarea Bridge House Estates, o fundație patronată de City of London Corporation (Corporația Londrei - organul de conducere municipal al centrului istoric al orașului Londra). Zona dintre Podul Londrei și Tower Bridge situată pe malul sudic al Tamisei este o zonă cu facilități pentru afaceri administrată de Team London Bridge.
Denumirea „Podul Londrei” este deseori dată în mod eronat Podului Turnului (Tower Bridge).

## Istorie
Un pod a existat pe același loc sau în apropiere de acesta încă din perioada ocupației romane, acum aproape 2000 de ani. În jurul anului 50 e.n. romanii au construit  primul pod peste Tamisa în zona Londrei, probabil un pod militar de lemn, pe pontoane. 
În jurul anului 55 e.n. a fost construit un pod pe piloni și romanii au întemeiat un mic târg lângă acesta - localitatea Londinium. Așezarea și podul au fost distruse în timpul revoltei conduse de Regina Boadicea în anul 60 e.n. Victoria acesteia a fost de scurtă durată întrucât romanii i-au învins pe rebeli foarte curând și au organizat construirea unui oraș nou, fortificat. Zidul Londrei a supraviețuit din secolul al II-lea până în zilele noastre. Noua așezare și noul pod au fost construite în zona podului din prezent, asigurând accesul la porturile din sud - prin intermediul drumurilor care au devenit ulterior străzile Stane (autostrada A3) și Waitling (autostrada A2). 
Podul s-a deteriorat după retragerea romană. Cum și Londinium fusese părăsit, nu prea mai era nevoie de un pod în acest loc, iar în perioada Saxonă râul a devenit frontiera politică dintre regatele inamice Mercia și Wessex. Condițiile politice necesare pentru ca un pod să fie construit din nou în zonă au apărut o dată cu șocul invaziei vikingilor, recucerirea orașului de către regii din Wessex și reocuparea acestuia de către Alfred cel Mare. Totuși, nu există dovezi arheologice cu privire la construirea unui pod înainte de domnia lui Ethelred și de încercările acestuia de a opri invazia vikingilor din anii 990 e.n. În anul 1014, în conformitate cu un poem popular scandinav, podul a fost distrus de prințul norvegian Olaf, în timp ce îi dădea ajutor regelui Ethelred în ceea ce, dacă a fost și adevărat, a fost o încercare reușită de a diviza forțele de apărare ale danezilor (care dețineau orașul fortificat al Londrei și Southwark-ul), prin această manevră fiind posibilă recucerirea Londrei pentru regele anglo-saxon. Se pare că acest episod a inspirat cântecul pentru copii „Podul Londrei se dărâmă” ("London Bridge is Falling Down").
Prima atestare a podului saxon într-un document scris apare în anul 1016, când pe sub pod au trecut corăbiile regelui Knut cel Mare în războiul pe care acesta l-a purtat cu Edmund al II-lea al Angliei pentru recăpătarea tronului. Podul Londrei astfel refăcut a fost distrus în anul 1091 de o furtună care pare să fi fost o tornadă de gradul 4 pe scara Fujita (gradul 8 pe scara Torro), care a lovit și St. Mary le Bow și care este cunoscută sub denumirea de Tornada din Londra din anul 1091. Repararea sau înlocuirea podului a fost efectuată de William al II-lea al Angliei prin muncă forțată, în același timp cu lucrările care se efectuau la noua Catedrală Saint Paul și cu ridicarea Turnului Londrei. A fost distrus însă din nou, de această dată de un incendiu, în 1136.

### „Vechiul” Pod al Londrei (medieval)

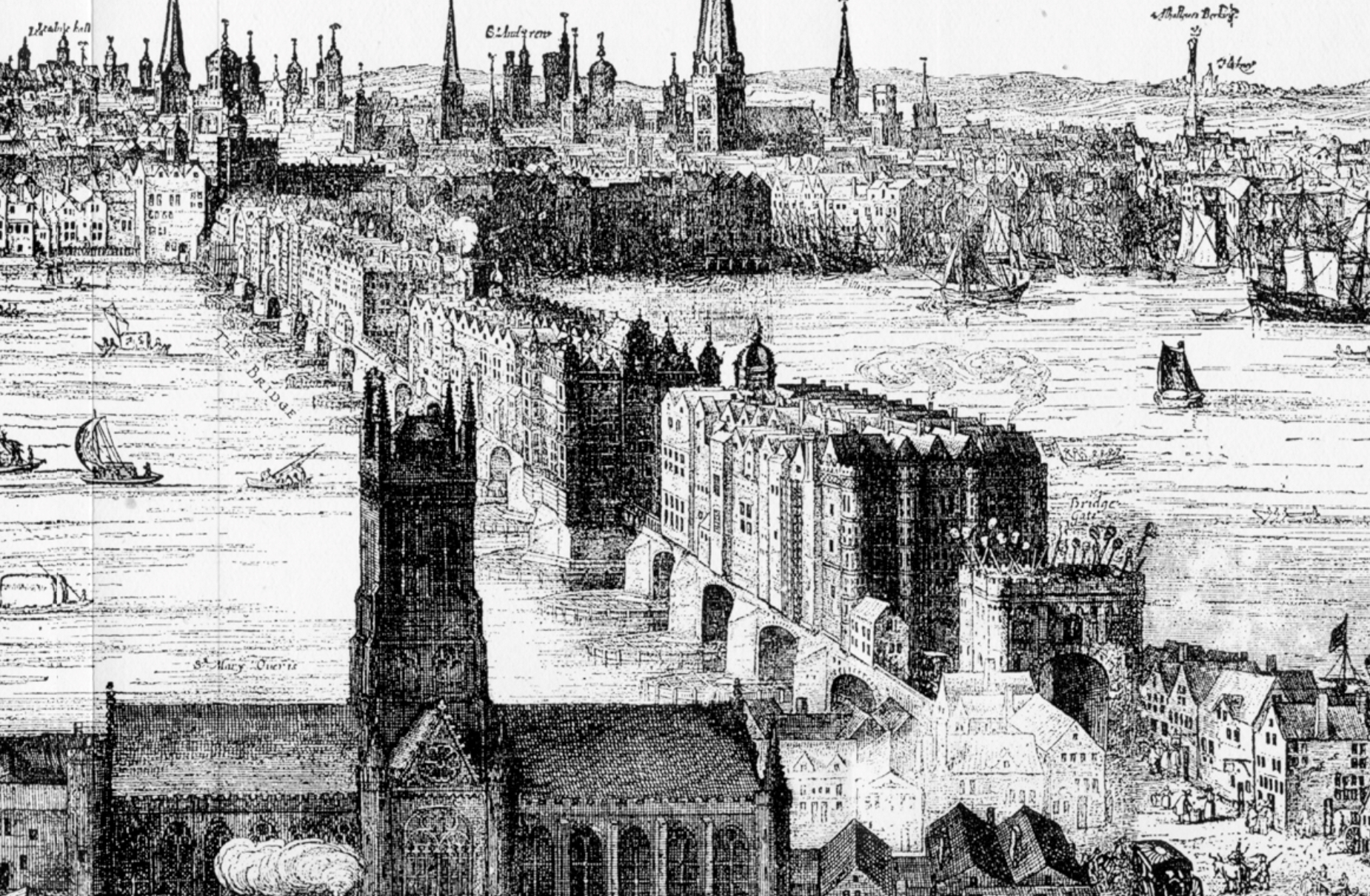
O gravură de Claes Van Visscher ilustrând vechiul pod al Londrei în 1616, cu ceea ce este acum Catedrala Southwark în prim plan. Capetele trase în țepe ale infractorilor condamnați pot fi văzute deasupra porții Southwark.

După distrugerea din 1136, unele lucrări de reconstrucție au fost efectuate în timpul domniei regelui Ștefan, probabil de-a lungul acelorași linii instituite de William al II-lea al Angliei. După urcarea pe tron a lui Henric al II-lea  a fost o încercare de a organiza întreținerea podului prin instituirea unei bresle monahale care să sprijine această activitate prin vânzarea de indulgențe. Sunt dovezi că în Londra erau și bresle locale neînregistrate care aveau același scop. În 1163, Peter de Colechurch a fost numit Director al închisorii și al podului, iar această numire pare să combine toate reglementările ad hoc anterioare. În 1173, Peter a propus să se înlocuiască podul de lemn cu unul de piatră, schimbarea fiind aproape sigur cerută de popularitatea cultului lui Thomas Becket și de pelerinajele asociate acestuia la Canterbury. În anul 1176, construcția a început sub conducerea lui Colechurch. O capelă a fost construită lângă pod (dedicată recent canonizatului Becket, care s-a născut în parohia St. Mary Colechurch). Capela Saint Thomas a fost mai mare decât oricare dintre bisericile din orașele principale ale parohiilor; avea chiar și o intrare la nivelul râului pentru pescari și pentru cei care transportau pasageri peste râu. Noul pod a fost construit în 33 de ani și nu a fost terminat decât în 1209, în timpul domniei lui Ioan. Regele Ioan a autorizat construirea de case pe pod, ca mijloc direct de obținere a veniturilor necesare pentru întreținere, astfel că podul a fost curând invadat de prăvălii.

Podul medieval avea 19 arcade mici și o parte care se putea ridica, precum și o poartă pentru apărare la capătul sudic. Desene contemporane acestuia îl înfățișează aglomerat cu clădiri de până la 8 etaje înălțime. Pentru că avea arcade înguste, podul a funcționat și ca un baraj parțial peste Tamisa. Prin restricționarea debitului apei, râul devenea mai vulnerabil la îngheț din cauza curenților lenți. Curgerea apei a fost de asemenea obstrucționată prin adăugarea unor roți (proiectate de Peter Morice) sub primele două arcade din partea de nord (pentru a face să funcționeze pompe de apă) și sub ultimele două arcade din partea de sud (pentru a alimenta mori de cereale). Acestea au produs curenți foarte rapizi între piloni, iar diferența de nivel între cele două părți ale podului putea să fie chiar de 2 metri.  Numai cei mai curajoși sau cei mai nebuni au încercat să treacă pintre piloni cu barca și mulți s-au înecat încercând. Așa cum se spunea, podul a fost construit „pentru a trece peste el și nu pe sub el”.

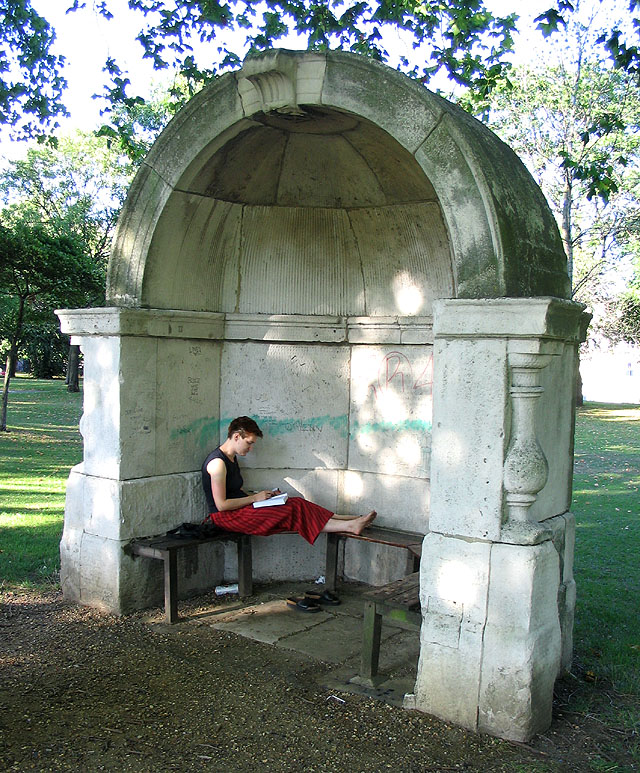
Această nişă pentru pietoni, acum situată în Victoria Park, este una din bucățile care au rezistat din vechiul Pod al Londrei care a fost demolat în 1831.

Decizia regelui Ioan de a permite ca prăvăliile să fie construite pe pod a încetinit traficul peste râu. Casele și prăvăliile ocupau spațiu și puteau să creeze aglomerație, iar când căruțele se stricau sau animalele erau neascultătoare, traversarea pe pod putea să dureze și o oră. Pentru acest motiv, pietonii adesea alegeau să treacă râul cu una din bărcile care funcționau ca taxi și care îi transportau rapid de pe un mal pe celălalt. De altfel, podul avea o lățime de 8 metri, iar construcțiile de pe pod ocupau aproape 2 metri pe fiecare parte a străzii. Unele construcții erau proiectate și peste marginea podului, trecând până la 2 metri peste aceasta, deasupra râului. Așadar, drumul pentru trafic era redus la numai 4 metri. Aceasta înseamnă că pietonii, caii și căruțele împărțeau doar 2 metri, un șir mergând înspre nord și unul înspre sud. Erau puține locuri în care nu se construiseră prăvălii sau case și unde oamenii puteau să iasă din trafic și să se bucure de o bucățică de râu și de malurile Londrei.

Aproape 200 de locuri de afaceri erau aliniate pe ambele maluri ale râului. Berea nu se vindea pe pod pentru că această băutură trebuia ținută în pivnițe. Negustorii locuiau în casele situate deasupra prăvăliilor și vindeau bunuri la parter. Aveau vitrine pentru a-și prezenta mărfurile; deasupra fiecărui magazin era pus un semn, de regulă în forma mărfii vândute, pentru ca persoanele care nu știau carte să poată să recunoască natura afacerii. Aceste semne erau puse suficient de sus pentru ca un călăreț să treacă pe sub ele - fiecare centimetru de stradă era destinat traficului. Multe din etajele superioare ale caselor și magazinelor erau construite peste stradă și chiar conectate cu casele și prăvăliile de vizavi, dând străzii o înfățișare de tunel. Porțile podului erau închise în caz de asediu, astfel că podul era văzut ca un loc sigur pentru locuire și pentru a face cumpărături. Aflată sub jurisdicția parohiei Saint Magnus din Londra și a parohiei Saint Olave din Southwark, comunitatea de pe pod era aproape un oraș în sine.

În 1284, după un litigiu care a durat mai mulți ani, Londra a câștigat controlul efectiv și a instituit asociația Bridge House Estates pentru a menține același venituri din exploatarea podului și pentru a-l moderniza. Bridge House (Casa Podului, în traducere) este continuatoarea casei originale a lui Peter de Colechurch, care a fost depou de întreținere și spațiul în care au locuit frații săi de pod, lângă biserica Saint Olave în Southwark, un loc încă marcat de numele străzii: Curtea Podului („Bridge Yard”).
Diferite arcade ale podului s-au prăbușit de-a lungul anilor și casele de pe pod au fost incendiate în timpul răscolei țăranilor condusă de Wat Tyler în anul 1831 și în timpul rebeliunii conduse de  Jack Cade din 1450, în cursul căreia pe pod s-a purtat și o bătălie.
Poarta de nord, Poarta Nouă de Piatră, a fost înlocuită cu Casa Nonsuch în 1577. Poarta de sud, Poarta de Piatră, a devenit scena uneia dintre cele mai cunoscute priveliști ale Londrei: expunerea capetelor tăiate ale trădătorilor, trase în țepe  și unse cu gudron pentru a împiedica descompunerea. Capul lui William Wallace a fost primul care a apărut pe poartă, în 1450, Thomas More în 1535, episcopul John Fisher în același an și Thomas Cromwell în 1540. În anul 1598, un călător german, Paul Hentzner, a numărat mai mult de 30 de capete pe pod: 
| “ | În partea de sud este un pod de piatră de 800 de picioare lungime, un lucru minunat care se sprijină pe 21 de piloni piatră, de 60 de picioare înălțime și 30 lățime, uniți de arcade de aproape 20 de picioare în diametru. Totul este acoperit pe fiecare parte de case dispuse în așa fel încât creează impresia unei străzi continue și nu seamănă a pod. Deasupra este construit un turn în vârful căruia sunt trase în țeapă capetele celor care au fost executați pentru trădare; am numărat peste 30... | ” |

 Această practică a fost oprită în 1660, după restaurația regelui Carol al II-lea
Construcțiile de pe Podul Londrei au creat un risc mare de incendiu și au mărit greutatea pe care trebuia să o suporte arcadele; ambele cauze au contribuit la distrugerea podului de câteva ori. În anul 1212, un incendiu, poate cel mai mare din primele incendii ale Londrei, a rupt ambele capete ale podului în același timp și mulți oameni au fost prinși la mijlocul podului; 3000 au murit. Un alt incendiu important a izbucnit în 1633 și a distrus treimea de nord a podului. Totuși, această distrugere a ferit podul de Marele Incendiu din Londra din 1666. Până în 1722, aglomerația era așa de mare, încât Lordul Primar a decretat: „toate căruțele, trăsurile și alte mijloace de transport care vin dinspre Southwork trebuie să meargă numai pe partea de vest a podului, iar toate căruțele și trăsurile care ies din oraș trebuie să meargă numai pe partea de est a podului”. S-a sugerat că aceasta ar fi o posibilă explicație a faptului că în Marea Britanie se circulă pe partea stângă a drumului..

În sfârșit, conform Actului Parlamentului datat iunie 1756, s-a autorizat demolarea tuturor caselor și prăvăliilor de pe Podul Londrei. În perioada 1758 - 1762, casele au fost demolate de-a lungul celor două arcade centrale și au fost înlocuite cu o deschidere mai largă pentru a îmbunătăți navigația pe râu.

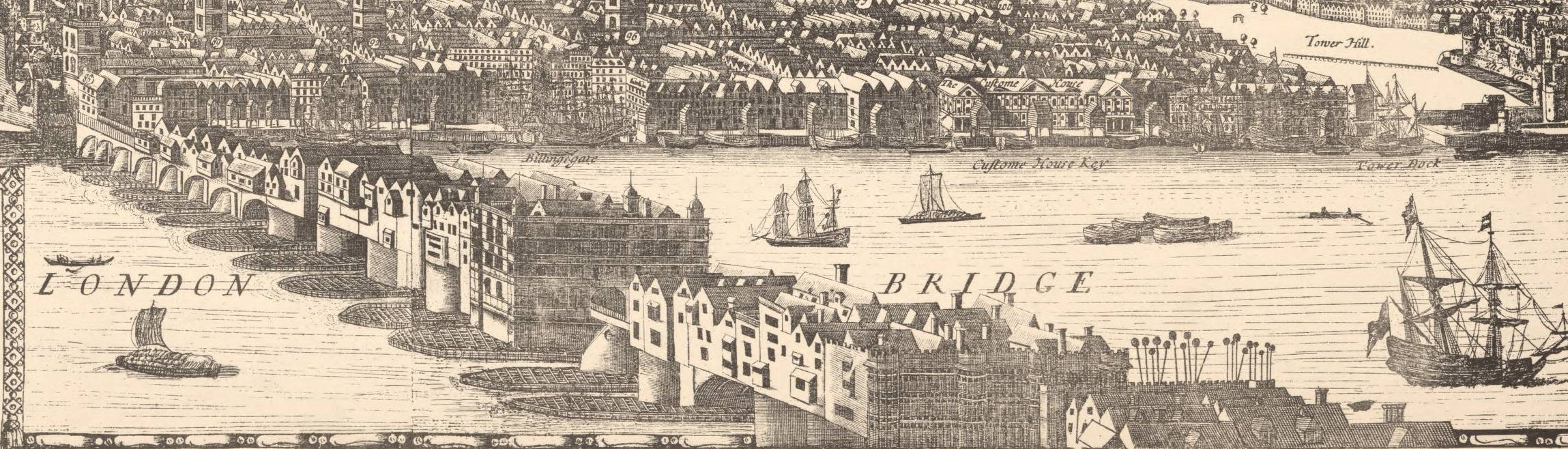
Podul Londrei aşa cum apare desenat într-o hartă din 1682

### „Noul” Pod al Londrei (din secolul al XIX-lea)

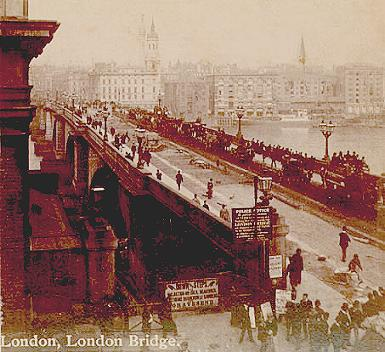
Noul Pod al Londrei în la începutul anilor 90 ai secolului al XIX-lea

Până la sfârșitul secolului al XVIII-lea, a devenit evident că vechiul Pod al Londrei, construit cu mai bine de 600 de ani înainte, trebuie înlocuit. Era strâmt și uzat, blocând traficul pe râu. În 1799 s-a ținut un concurs de proiecte pentru a înlocui vechiul pod, fapt care l-a determinat pe inginerul Thomas Telford să propună un pod cu o singură arcadă de fier cu 180 de metri deschidere. Oricum, acest proiect nu a fost niciodată folosit din cauza incertitudinii cu privire la fezabilitate și la suprafața de teren necesară pentru construcție. Podul a fost înlocuit în cele din urmă cu o structură din 5 arcade de piatră proiectată de inginerul John Rennie. Fiul proiectantului, John Rennie - fiul a construit podul la 30 de metri în amonte față de vechiul pod. Lucrările au început în 1824, iar piatra de temelie a fost pusă în batardoul de sud pe 15 iunie 1825. Vechiul pod a continuat să fie folosit în timp ce se construia noul pod și a fost demolat după inaugurarea din 1831. Amplasarea noului pod a impus construirea străzilor mari de legătură, iar această modificare a costat mai mult decât construcția podului. Costul total al construcției a fost de 2,5 milioane de lire sterline (186 milioane de lire sterline în 2010) și a fost plătit de Corporația Londrei și de guvern. Constructorii au fost 
Jolliffe și Banks din Merstham, Surrey. Un fragment din vechiul pod a fost pus în arcada turnului din biserica St. Katharine din Merstham.

Podul lui Rennie avea o lungime de 283 de metri și o lățime de 15 metri. Inaugurarea oficială a avut loc la 1 august 1831; regele William al IV-lea și regina Adelaide au participat la banchetul care s-a ținut într-un pavilion ridicat pe pod. Recentul construit HMS Beagle a fost primul vapor care a trecut pe sub pod.

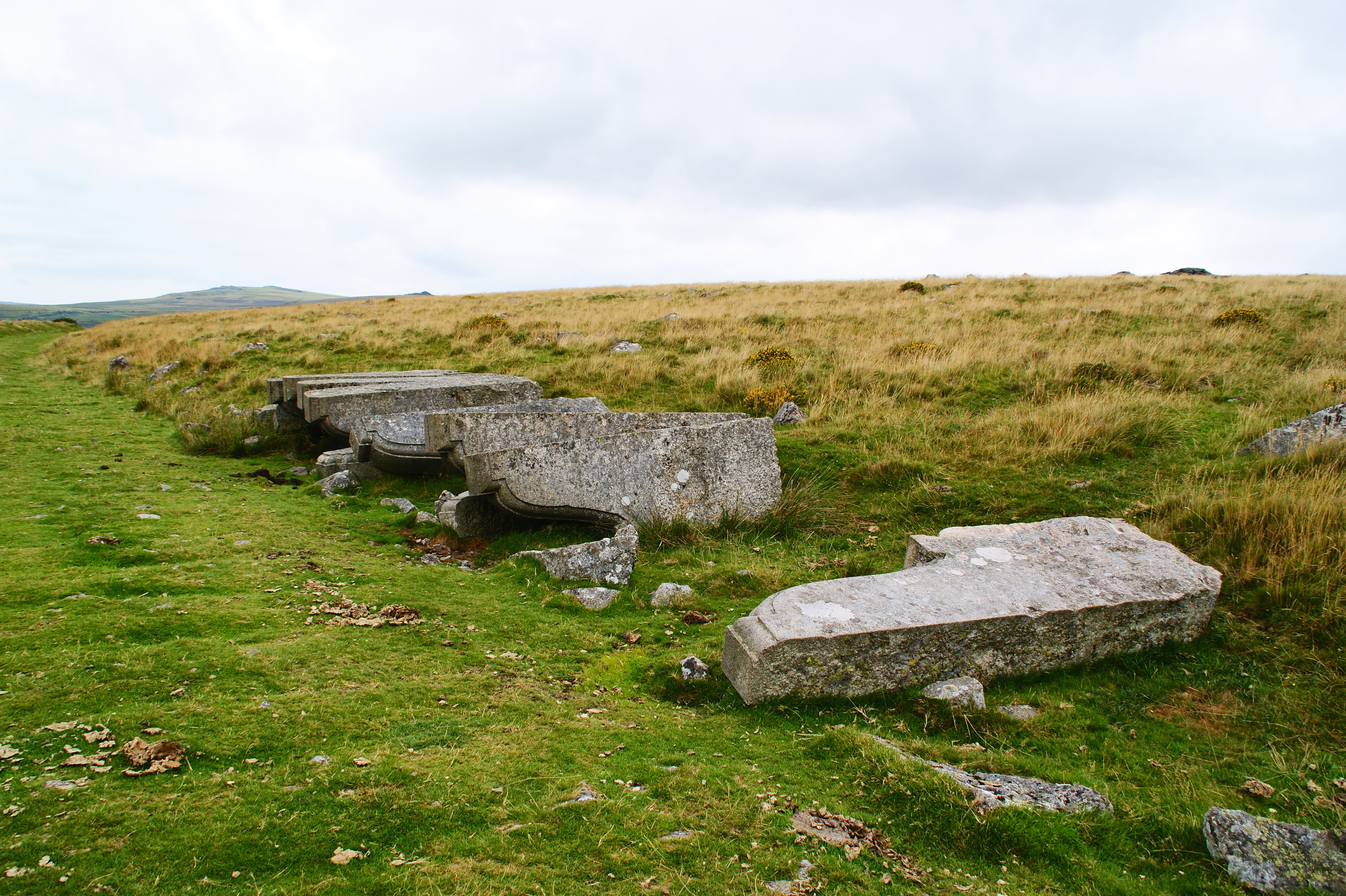
Console din Podul Londrei la cariera Sweltor

În 1896 s-a estimat că Podul Londrei era cel mai aglomerat punct din oraș, cu peste 8000 de pietoni și 900 de vehicule în fiecare oră. Podul Londrei a fost lărgit în 1902 de la 16 la 20 de metri, într-o încercare de a diminua congestia cronică a traficului. O duzină de piloni din granit pregătiți pentru această lărgire, dar neutilizați, încă se află lângă Cariera Sweltor. În final, lărgirea s-a dovedit a fi prea mare pentru fundația podului; s-a descoperit ulterior că podul a început să se scufunde cu 2,54 cm la fiecare 8 ani. Până în 1924, partea de est a podului era cu 10-16 cm mai jos decât partea de vest; curând a devenit evident că podul trebuie înlocuit cu unul modern.

### Vânzarea podului

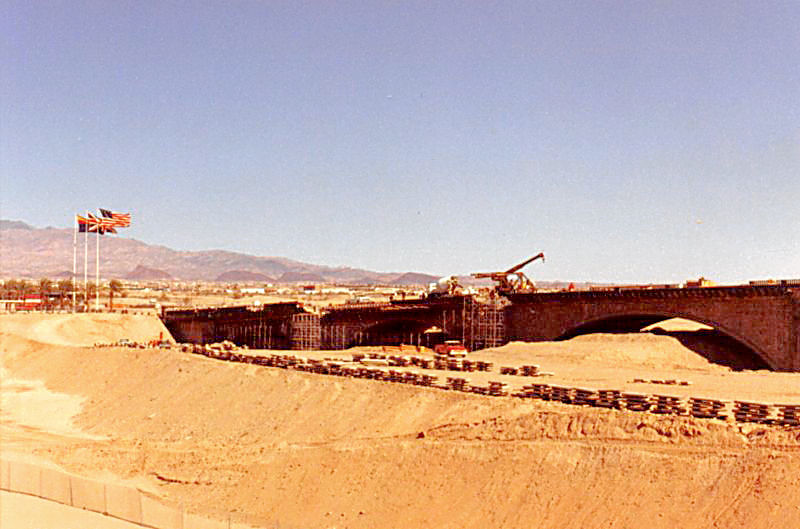
Vechiul Pod al Londrei, construit de Rennie, în timpul reconstrucţiei de la Lake Havasu în martie 1971

În 1976 Consiliul General al Londrei („Common Council of the City of London”) a oferit podul spre vânzare. Consilierul Ivan Luckin a susținut ideea vânzării și a amintit „Toți au crezut că am fost complet nebun când am sugerat să vindem Podul Londrei atunci când va trebui înlocuit”. La 18 aprilie 1968, podul construit de Rennie a fost vândut unui antreprenor din Missouri, Robert P. McCulloch proprietarul companiei McCulloch Oil, pentru 2.460.000 de dolari. Susținerea că McCulloch a crezut că va cumpăra faimosul Pod al Turnului (Tower Bridge) a fost negată de Lunckin într-un interviu.  În timp ce podul a fost demontat, fiecare piesă a fost numerotată pentru a ajuta la reasamblare. Podul a fost reconstruit în localitatea Lake Havasu din Arizona. Podul lui Rennie reconstruit se întinde peste canalul Bridgewater și constituie centrul de interes al unui parc englezesc, completat fiind de un centru comercial construit în stil Tudor. Podul Londrei construit de Rennie a devenit a doua mare atracție turistică a Arizonei după Marele Canion.

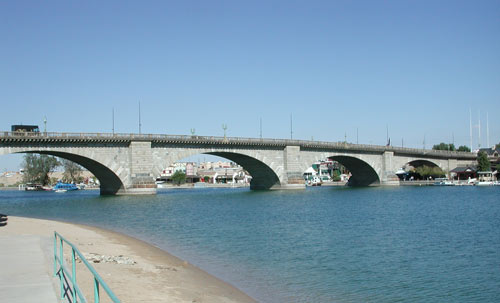
Podul Londrei reconstruit în Lake Havasu

Versiunea podului reconstruită la Lake Havasu constă dintr-o ramă de beton placată cu piatră din vechiul pod al Londrei. Pietrele folosite au grosimea de 150-200 mm. Piatra care a rămas a fost dusă la Cariera Merrivale. Când Cariera a fost abandonată și inundată în 2003, câteva din pietrele care au rămas au fost vândute la o licitație online.

### Podul modern al Londrei

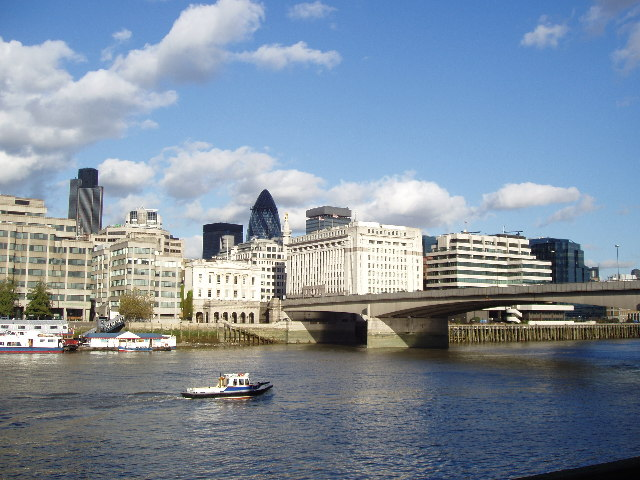
Podul Londrei cu clădirea Gherkin în fundal

Actualul Pod al Londrei a fost proiectat de compania Mott, Hay and Anderson. Inginerul șef a fost Alan Simpson , proiectul de structură a fost făcut de o echipă condusă de Michael Leeming, iar proiectul de fundație de o echipă condusă de Keith Pointing. Podul a fost construit de John Mowlem and Co în perioada 1967-1972 și a fost inaugurat de regina Elisabeta a II-a la 17 martie 1973.  Podul are trei deschideri construite cu grinzi-casete din beton precomprimat și are o lungime de 283 de metri. Lămpile au fost făcute din tunurile lui Napoleon. Podul a fost construit să fie funcțional și durabil, astfel că a fost mai puțin ornamentat decât alte poduri de peste Tamisa. Prețul de 4 milioane de lire sterline (42,1 milioane de lire sterline în 2010) a fost plătit de asociația City Bridge Trust. Podul actual a fost construit în același loc cu podul făcut de Rennie: podul vechi a rămas în funcțiune până au fost construite cele două grinzi laterale ale noului pod. Traficul a fost apoi transferat pe aceste două grinzi noi, podul vechi a fost demolat și au fost construite cele două grinzi centrale ale noului pod.

În 1984 fregata HMS Jupiter s-a lovit de Podul Londrei; nava și podul au fost avariate. Actualul Pod al Londrei este adesea folosit în filme, știri și documentare pentru a ilustra mulțimea de navetiști care merg zilnic la muncă în centrul istoric al Londrei de la gara London Bridge (dinspre sud către nord). Un exemplu recent este actorul Hugh Grant trecând pe pod de la nord către sud în timpul orei de vârf de dimineață, în filmul din 2002 „About a boy”.

## Transporturi
Cele mai apropiate stații de metrou sunt Monument și London Bridge. Acestea sunt la nord, respectiv la sud de pod. Gara London Bridge este, de asemenea, în apropiere.

## Galerie de imagini

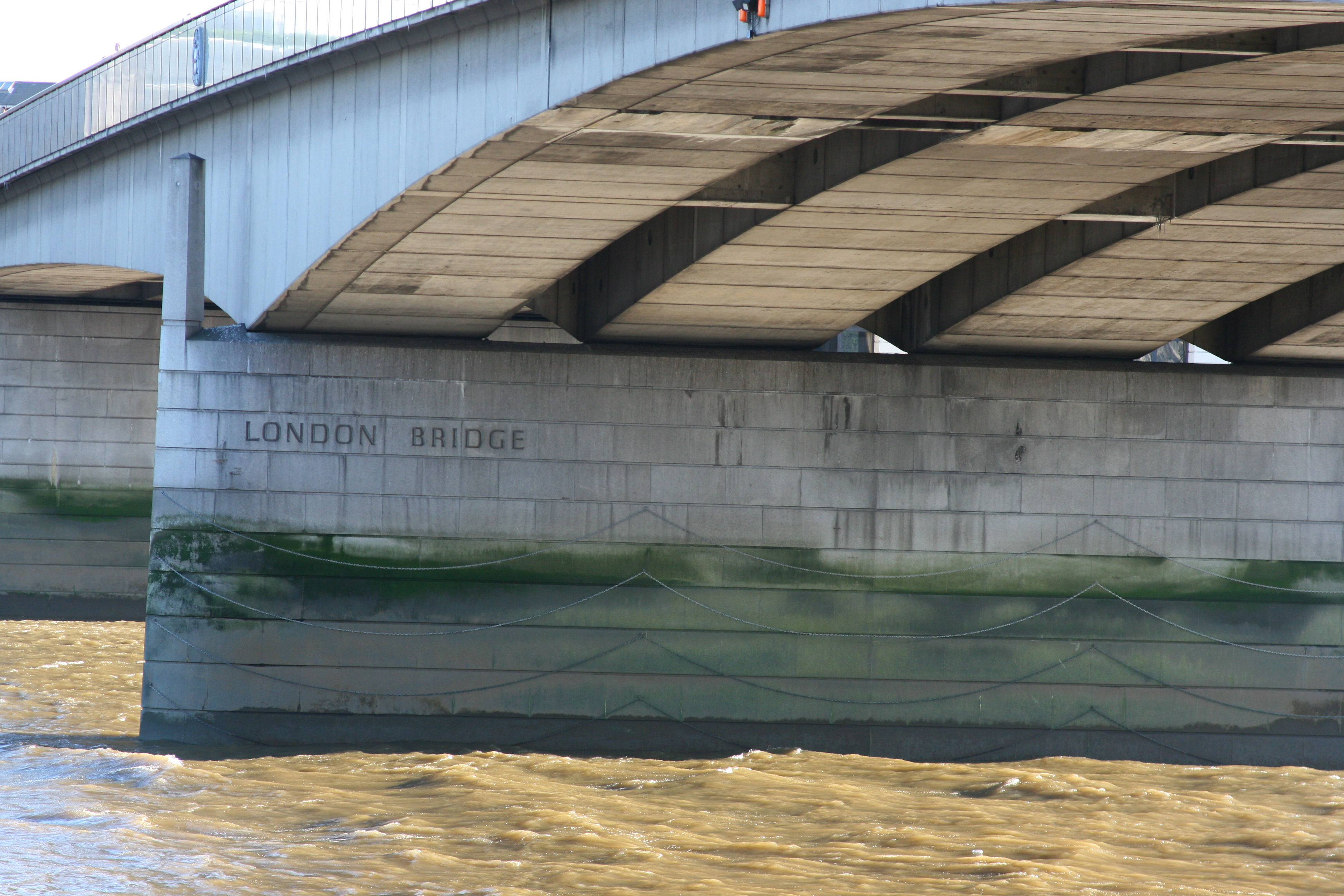
Una din arcadele Podului Londrei
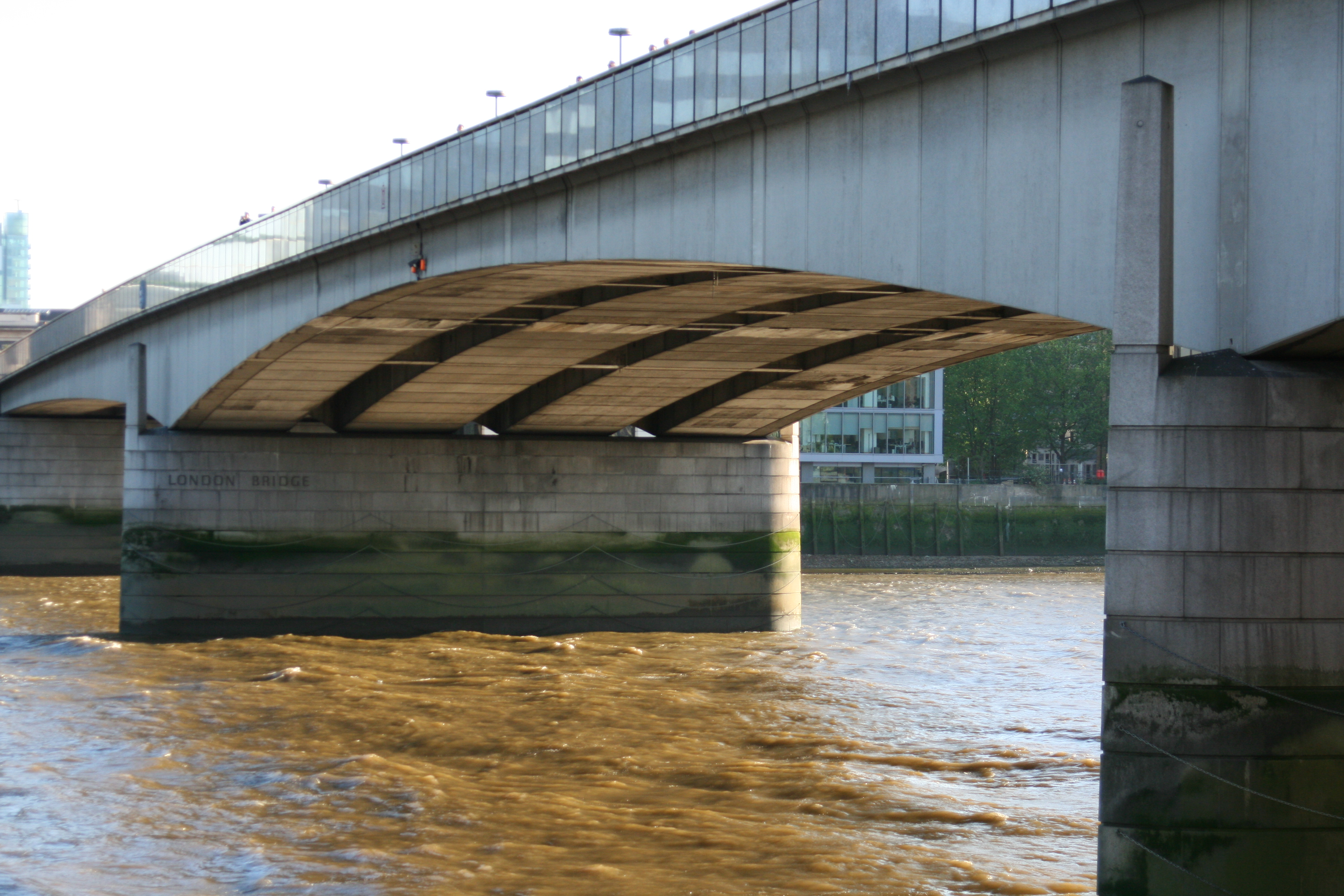
Arcade ale Podului Londrei
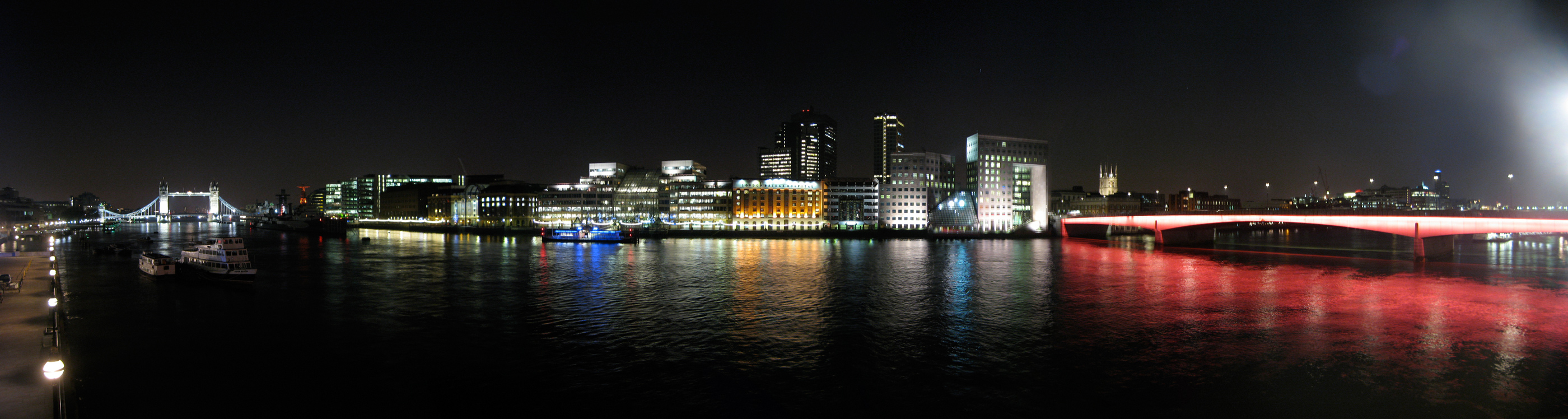
Fotografie panoramică a Podului Londrei
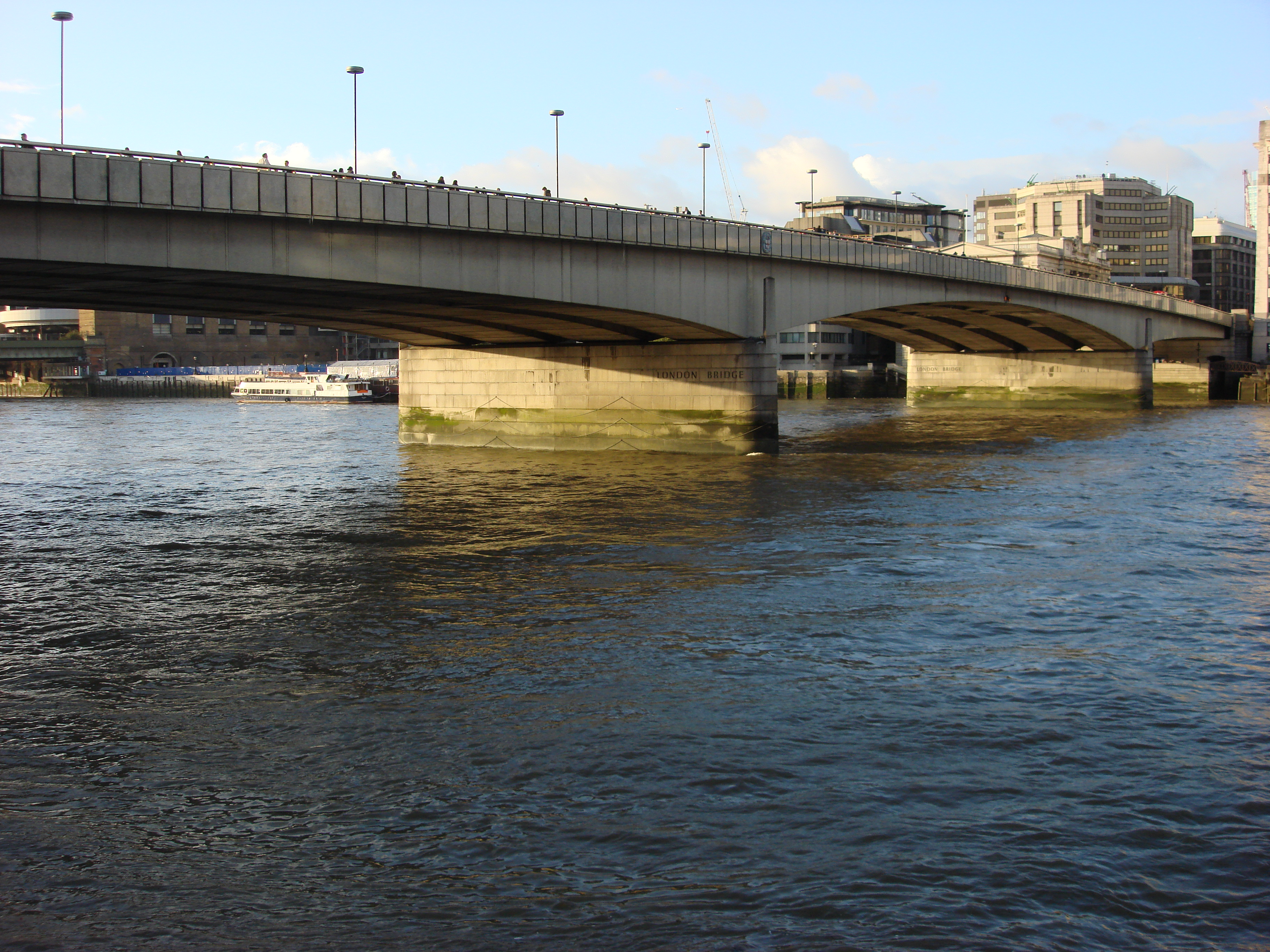
Podul londrei dinspre South Bank
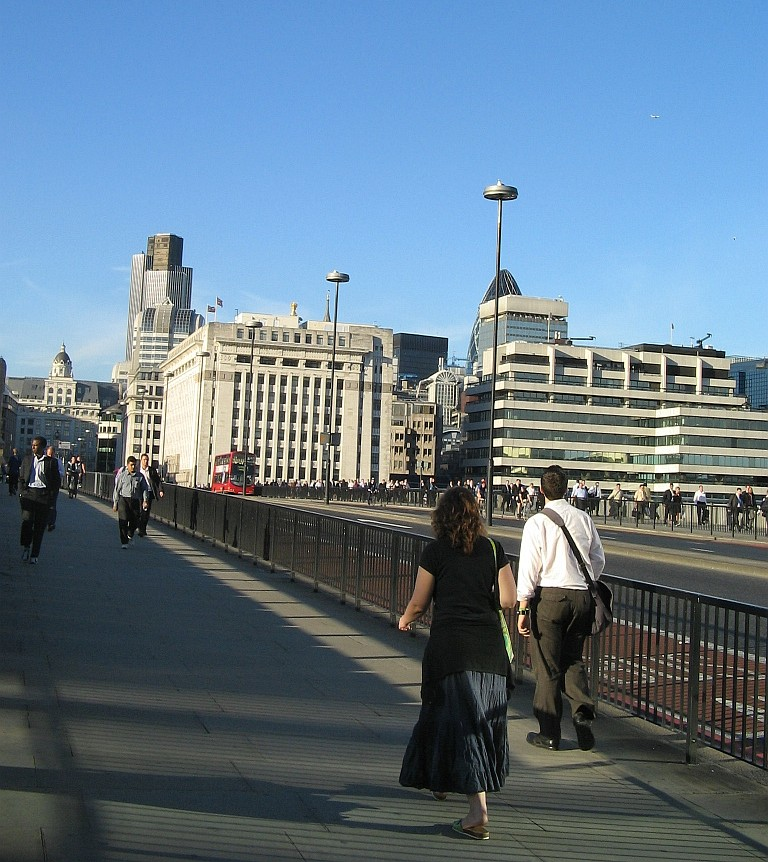
Capătul de sud al Podului Londrei
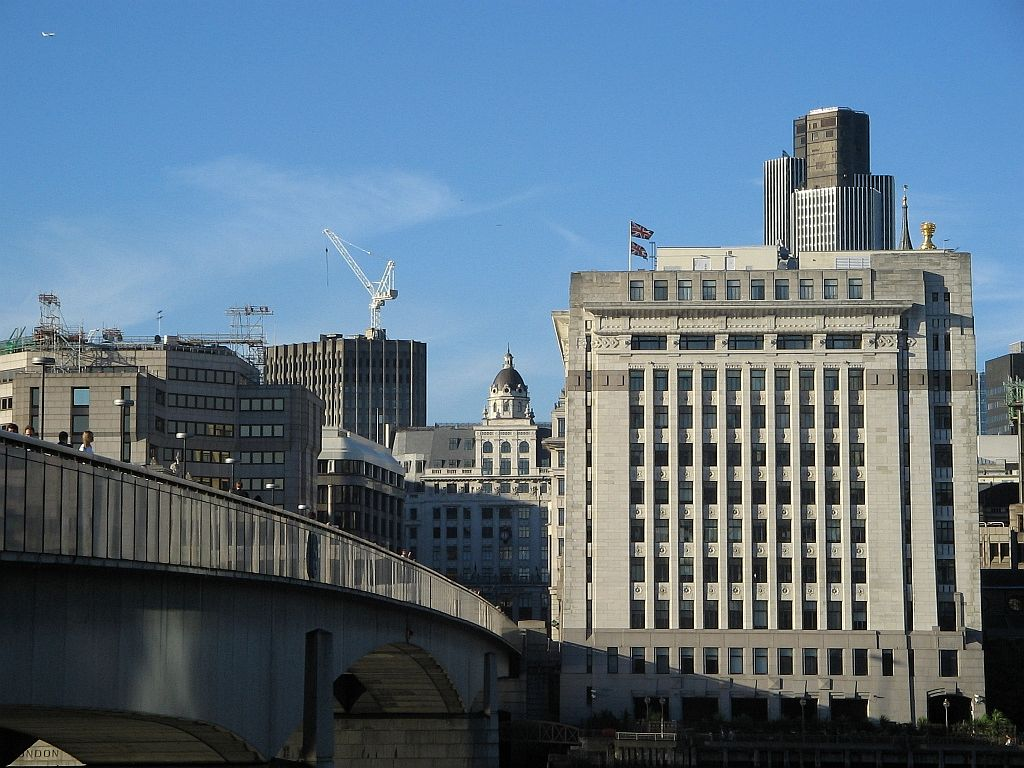
Podul Londrei şi oraşul din jurul acestuia
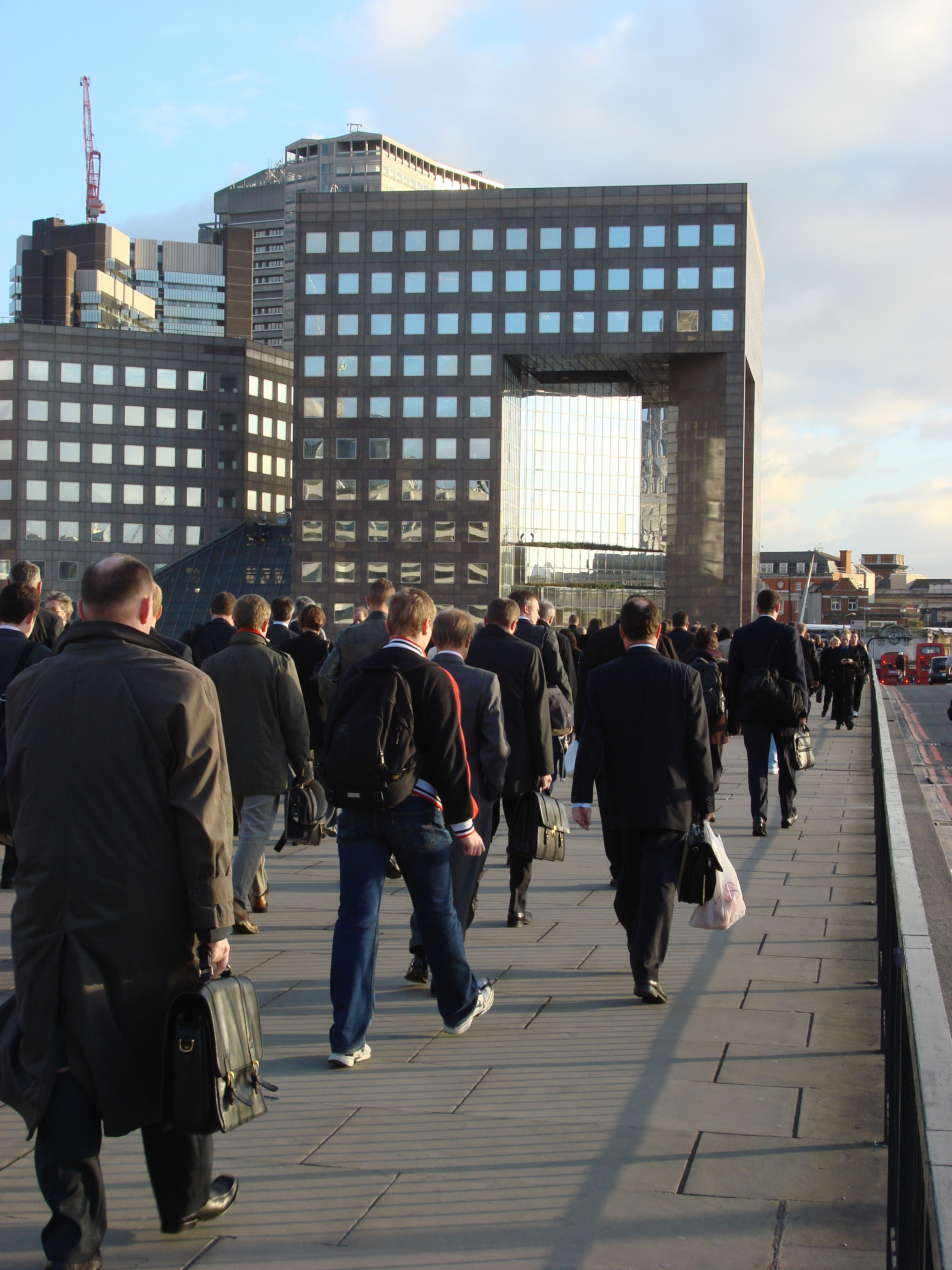
Oră de vârf pe Podul Londrei
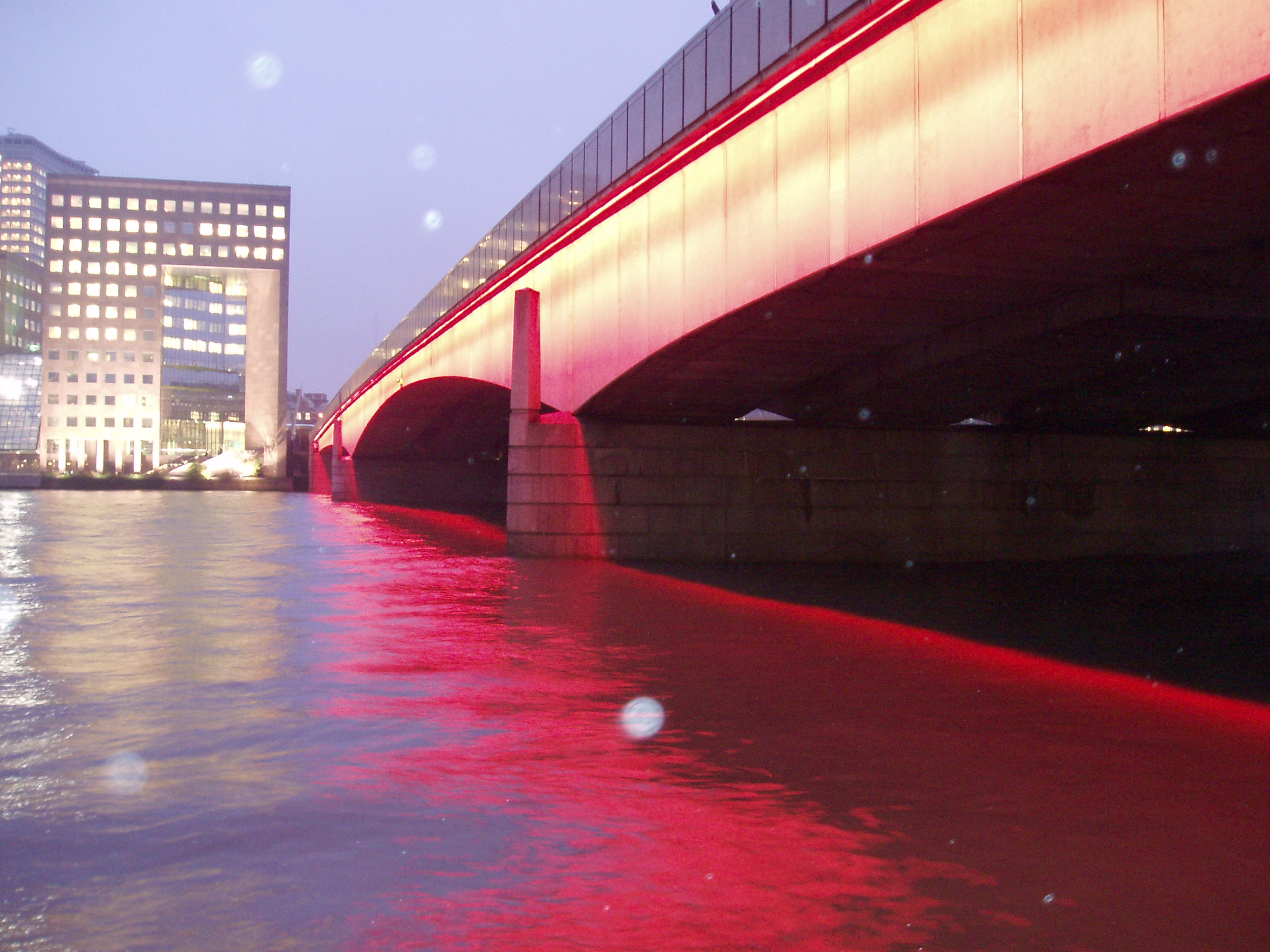
Capătul de nord al Podului Londrei